# Cent (mynt)

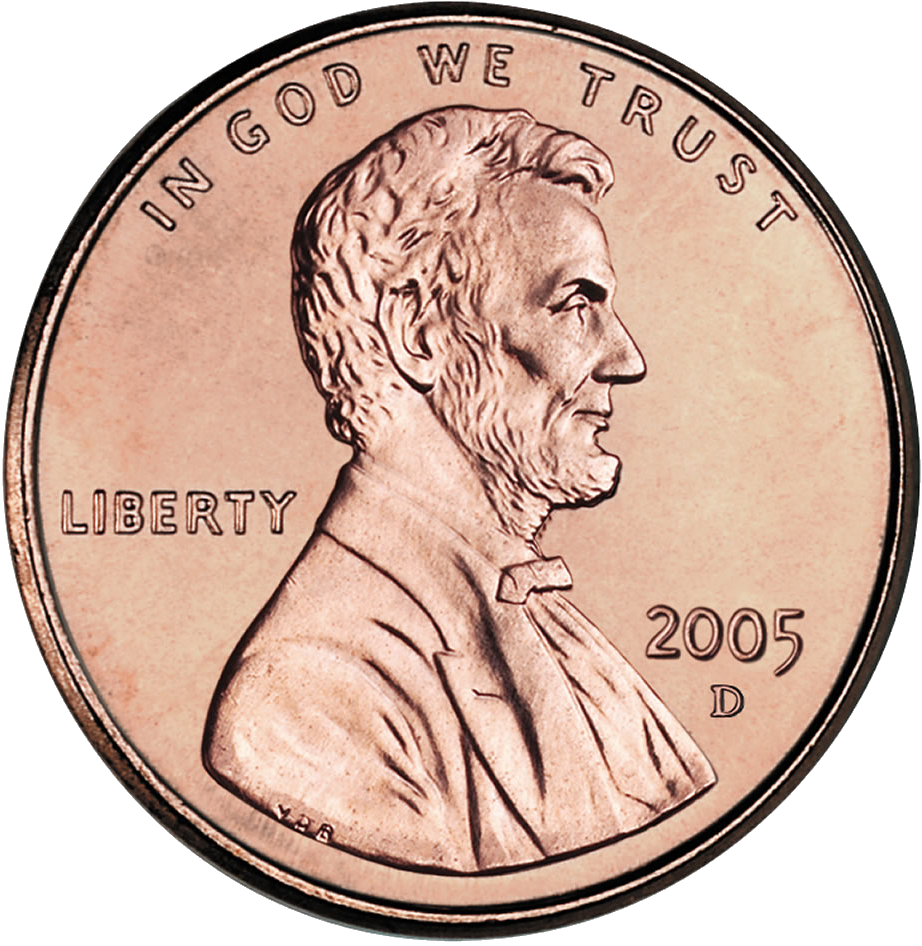
Ett amerikanskt encentsmynt (2005), åtsida.

Ett cent kan vara ett mynt eller en myntenhet och betecknar vanligtvis en hundradel av basenheten i en valuta. Enheten cent används inom många valutor, bland annat euro och US-dollar. En amerikansk cent betecknas med ¢. Det förekommer att benämningen eurocent används för euromynt denominerade i cent, men något särskilt tecken är inte fastställt.

## Dollarvalutor som indelas i "cent"
- Amerikansk dollar
- Australisk dollar
- Bahamansk dollar
- Barbadisk dollar
- Belizisk dollar
- Bermudisk dollar
- Bruneisk dollar
- Caymansk dollar
- Fijidollar
- Guyansk dollar
- Hongkongdollar
- Jamaicansk dollar
- Kanadensisk dollar
- Liberiansk dollar
- Namibisk dollar
- Nyzeeländsk dollar
- Salomondollar
- Singaporiansk dollar
- Surinamesisk dollar
- Taiwanesisk dollar
- Trinidaddollar
- Tuvaluansk dollar
- Zimbabwisk dollar
- Östkaribisk dollar

## Andra valutor som indelas i "cent"
- Euro
- Leone
- Lilangeni
- Nakfa
- Rand

- Antillergulden
- Arubansk florin
- Kenyansk shilling
- Lankesisk rupie
- Mauritisk rupie
- Seychellisk rupie

## Smeknamn på mynt
I USA men även Kanada används vanligt förekommande smeknamn ofta istället för myntens egentliga beteckning.
- 1 cent = "penny" eller "cent"
- 5 cent = "nickel"
- 10 cent = "dime"
- 25 cent = "quarter"
- 50 cent = "half dollar"

Euromynten har också en del slangtermer som varierar mellan länderna.